# La nave di Satana
La nave di Satana (Dante's Inferno) è un film del 1935 diretto da Harry Lachman e sceneggiato da Philip Klein e Robert Yost. Nei ruoli principali,  Spencer Tracy e Claire Trevor: il film fu prodotto dalla Fox Film Corporation e distribuito nelle sale dalla Twentieth Century Fox Film Corporation. La prima si tenne il 31 luglio 1935. Tra gli attori, anche una quasi esordiente sedicenne Rita Hayworth con il nome di Rita Cansino nei panni di una ballerina, che compare (con una chioma di capelli nera, quando dopo le fu imposto di colorarli in rosso) nella scena di un ballo alla fine del film.

## Trama
Jim Carter è un noto illusionista e creatore di scenografie da luna park della Divina Commedia di Dante, specialmente dell'Inferno.
Un giorno però il suo baraccone va a fuoco e Carter si ritrova all'inferno vero e proprio come lo immaginava Alighieri. Le scene dell'inferno sono tra le più visionarie prodotte dalla Hollywood di quei tempi e di sempre.

## Produzione
Il film fu prodotto dalla Fox Film Corporation. Venne girato dal 3 dicembre 1934 al gennaio dell'anno seguente, con un budget stimato di 748.900 dollari .

## Distribuzione
Il copyright del film, richiesto dalla Twentieth Century-Fox Film Corp., fu registrato il 23 agosto 1935 con il numero LP5781.
Distribuito dalla Twentieth Century Fox Film Corporation, il film uscì nelle sale cinematografiche statunitensi il 23 agosto 1935 dopo una prima che si era tenuta a New York il 31 luglio. In Francia, il film fu distribuito il 13 settembre 1935 con il titolo L'Enfer; in Portogallo prese il titolo di O Inferno de Dante e si poté vedere il 23 ottobre 1935.

## Altre versioni
- Nel 1924, la Fox Film Corporation produsse Dante's Inferno, sceneggiato da Edmund Goulding e diretto da Henry Otto.
- Nel 1967, Ken Russell girò Dante's Inferno la cui storia si basava sulla relazione tra Dante Gabriele Rossetti e Elizabeth Siddal ma che, tranne il titolo, non aveva nient'altro in comune con il film di Harry Lachman.